# Kenneth Tobey
Kenneth Tobey (Oakland, 23 marzo 1917 – Rancho Mirage, 22 dicembre 2002) è stato un attore statunitense, apparso in più di 102 pellicole tra il 1945 ed il 1993.

## Biografia
Destinato alla carriera forense, si avvicinò al mondo della recitazione mentre era studente di legge alla University of California. Deciso a intraprendere la carriera di attore, frequentò per circa un anno e mezzo la scuola di recitazione newyorchese Neighborhood Playhouse School of the Theatre, dove ebbe modo di studiare al fianco di Gregory Peck, Eli Wallach e Tony Randall. A partire dagli anni quaranta iniziò a recitare nei teatri di Broadway e fece il suo esordio cinematografico nel corto The Man of the Ferry.
Il debutto hollywoodiano risale al 1947 in una delle pellicole della serie western di Hopalong Cassidy Dangerous Venture. Il primo ruolo di rilievo fu in Cielo di fuoco (1949), a fianco di Gregory Peck e la sua interpretazione del marinaio in Ero uno sposo di guerra (1949) attirò l'attenzione del celebre regista Howard Hawks, che pensò a lui quale interprete del capitano Patrick Hendry nel cult movie di fantascienza La cosa da un altro mondo (1951). Tobey interpretò in seguito analoghi ruoli di eroico militare in altre pellicole dello stesso genere, come Il risveglio del dinosauro (1953) e Il mostro dei mari (1955). Nel 1957 ebbe una parte di rilievo nella pellicola Le ali delle aquile di John Ford.
Avvicinatosi anche alla televisione, partecipò ad alcuni episodi della serie western della NBC Frontier, nel 1955 recitò nella parte del leggendario eroe americano James Bowie nella miniserie della ABC Davy Crockett, prodotta dalla Walt Disney e nel 1957 fu protagonista della serie televisiva Avventure in elicottero, prodotta dalla Desilu Productions di Lucille Ball.
A partire dal 1964 Tobey si avvicinò nuovamente al mondo del teatro, recitando a fianco di Sammy Davis Jr. nel musical Golden Boy di Clifford Odets. Dopo il suo ritiro dal mondo del cinema, fu convinto a tornare sul set da numerosi artisti e registi cresciuti con i suoi b-movies degli anni cinquanta, in particolare da Joe Dante, con il quale collaborò nella realizzazione de L'ululato (1981).

## Filmografia

### Cinema
- Dangerous Venture, regia di George Archainbaud (1947)
- Ti avrò per sempre (This Time for Keeps), regia di Richard Thorpe (1947)
- Codice d'onore (Beyond Glory), regia di John Farrow (1948)
- Egli camminava nella notte (He Walked by Night), regia di Alfred L. Werker (1948)
- Il ritorno del campione (The Stratton Story ), regia di Sam Wood (1949)
- Cielo di fuoco (Twelve O'Clock High), regia di Henry King (1949)
- Ero uno sposo di guerra (I Was a Male War Bride), regia di Howard Hawks (1949)
- Quella meravigliosa invenzione (Free for All), regia di Charles Barton (1949)
- Bill sei grande! (When Willie Comes Marching Home), regia di John Ford (1950)
- Non ci sarà domani (Kiss Tomorrow Goodbye), regia di Gordon Douglas (1950)
- Il messicano (Right Cross), regia di John Sturges (1950)
- Il mistero del V3 (The Flyin Missile), regia di Henry Levin (1950)
- Irma va a Hollywood (My Friend Irma Goes West), regia di Hal Walker (1950)
- N.N. vigilata speciale (The Company She Keeps), regia di John Cromwell (1951)
- La cosa da un altro mondo (The Thing from Another World), regia di Christian Nyby (1951)
- Seduzione mortale (Angel Face), regia di Otto Preminger (1953)
- Il risveglio del dinosauro (The Beast from 20,000 Phatoms), regia di Eugène Lourié (1953)
- La grande nebbia (The Bigamist), regia di Ida Lupino (1953)
- Squadra investigativa (Down Three Dark Streets), regia di Arnold Laven (1954)
- Il circo delle meraviglie (Ring of Fear), regia di James Edward Grant (1954)
- L'agente speciale Pinkerton (Rage at Dawn), regia di Tim Whelan (1955)
- Il mostro dei mari (It Came from Beneath the Sea), regia di Robert Gordon (1955)
- L'uomo dal vestito grigio (The Man in the Gray Flannel Suit), regia di Nunnally Johnson (1956)
- Giungla d'acciaio (Steel Jungle), regia di Walter Doniger (1956)
- Le 22 spie dell'Unione (The Great Locomotive Chase), regia di Francis D. Lyon (1956)
- La vita oltre la vita (The Search for Bridey Murphy), regia di Noel Langley (1956)
- Le ali delle aquile (The Wings of Eagles), regia di John Ford (1957)
- Il pilota razzo e la bella siberiana (Jet Pilot), regia di Josef von Sternberg (1957)
- Il vampiro (The Vampire), regia di Paul Landres (1957)
- Sfida all'O.K. Corral (Gunfight at the O.K. Corral), regia di John Sturges (1957)
- Lama alla gola (Cry Terror!), regia di Andrew L. Stone (1958)
- Sette strade al tramonto (Seven Ways from Sundown), regia di Harry Keller (1960)
- Il leggendario X 15 (X15), regia di Richard Donner (1961)
- 40 fucili al Passo Apache (40 Guns to Apache Pass), regia di William Witney (1967)
- Assalto finale (A Time for Killing), regia di Phil Karlson (1967)
- L'investigatore Marlowe (Marlowe), regia di Paul Bogart (1969)
- L'ultima carica di Ben (Ben), regia di Phil Karlson (1972)
- Il candidato (The Candidate), regia di Michael Ritchie (1972)
- La notte del furore (Rage), regia di George C. Scott (1972)
- Un duro per la legge (Walking Tall), regia di Phil Karlson (1973)
- Zozza Mary, pazzo Gary (Dirty Mary Crazy Larr), regia di John Hough (1974)
- Criminali in pantofole (Homebodies), regia di Larry Yust (1974)
- Baby Blue Marine, regia di John D. Hancock (1976)
- Gus, regia di Vincent McEveety (1976)
- MacArthur il generale ribelle (MacArthur), regia di Joseph Sargent (1977)
- Eroe offresi (Hero at Large), regia di Martin Davidson (1980)
- L'aereo più pazzo del mondo (Airplane!), regia di Jim Abrahams (1980)
- L'ululato (The Howling), regia di Joe Dante (1981)
- Strange Invaders, regia di Michael Laughlin (1983)
- Gremlins, regia di Joe Dante (1984)
- Salto nel buio (Innerspace), regia di Joe Dante (1987)
- Big Top Pee-wee - La mia vita picchiatella (Big Top Pee-wee), regia di Randal Kleiser (1988)
- Io vi ucciderò (Freeway), regia di Francis Delia (1988)
- Gremlins 2 - La nuova stirpe (Gremlins 2: The New Batch), regia di Joe Dante (1990)
- Desiderio e passione al Sunset Motel (Desire and Hell at Sunset Motel), regia di Alien Castle (1991)
- Tesoro, mi si è allargato il ragazzino (Honey I Blew Up the Kid), regia di Randal Kleiser (1992)
- Inserzione pericolosa (Single White Female), regia di Barbet Schroeder (1992)
- Scatto mortale (Body Shot), regia di Dimitri Logothetis (1994)
- The Naked Monster, regia di Wayne Berwick e Ted Newsom (2005)

### Televisione
- The Eddie Cantor Comedy Theater – serie TV, episodio 1x05 (1955)
- TV Reader's Digest – serie TV, episodio 1x22 (1955)
- Climax! – serie TV, episodio 1x22 (1955)
- Scienza e fantasia (Science Fiction Theatre) – serie TV, episodi 1x04-2x04 (1955-1956)
- Conflict – serie TV, episodio 1x01 (1956)
- Celebrity Playhouse – serie TV, episodio 1x37 (1956)
- Crossroads – serie TV, episodio 2x22 (1957)
- The Restless Gun – serie TV, episodio 1x03 (1957)
- Panico (Panic!) – serie TV, episodio 1x02 (1957)
- Navy Log – serie TV, episodio 3x20 (1958)
- Ricercato vivo o morto (Wanted: Dead or Alive) – serie TV, episodio 1x27 (1959)
- Indirizzo permanente (77 Sunset Strip) – serie TV, episodio 2x31 (1960)
- The Americans – serie TV, episodio 1x01 (1961)
- Have Gun - Will Travel – serie TV, episodio 4x32 (1961)
- Ripcord – serie TV, episodio 1x28 (1962)
- Corruptors (Target: The Corruptors) – serie TV, episodio 1x20 (1962)
- The Dick Powell Show – serie TV, episodio 2x29 (1963)
- Sotto accusa (Arrest and Trial) – serie TV, episodio 1x05 (1963)
- The Lieutenant – serie TV, episodio 1x08 (1963)
- La legge del Far West (Temple Houston) – serie TV, episodio 1x18 (1964)
- Iron Horse – serie TV, episodio 2x12 (1967)
- Il virginiano (The Virginian) – serie TV, 4 episodi (1967-1970)
- Sui sentieri del West (The Outcasts) – serie TV, episodio 1x10 (1968)
- Bonanza – serie TV, episodi 9x17-13x21 (1968-1972)
- Tre nipoti e un maggiordomo (Family Affair) – serie TV, episodio 3x14 (1969)
- The Outsider – serie TV, episodio 1x22 (1969)
- La casa nella prateria (Little House on the Prairie) – serie TV, episodio 2x12 (1976)
- Star Trek: Deep Space Nine – serie TV, episodio 2x16 (1994)

## Doppiatori italiani
Nelle versioni in italiano delle opere in cui ha recitato, Kenneth Tobey è stato doppiato da:
- Ferruccio Amendola in Ero uno sposo di guerra
- Gianfranco Bellini in Squadra investigativa
- Mario Pisu in La cosa da un altro mondo
- Pino Locchi in Davy Crockett e i pirati
- Gualtiero De Angelis ne Il mostro dei mari
- Bruno Persa ne Il risveglio del dinosauro
- Giorgio Capecchi in Le 22 spie dell'Unione
- Renato Turi in Sette strade al tramonto
- Sergio Tedesco in 40 fucili al Passo Apache
- Diego Michelotti ne Il candidato
- Giampiero Albertini in Un duro per la legge
- Arturo Dominici in Starsky & Hutch
- Mario Lombardini in MacArthur il generale ribelle
- Sandro Sardone in Big Top Pee-wee - La mia vita picchiatella
- Riccardo Garrone in Gremlins 2 - La nuova stirpe